# 杭州电子科技大学信息工程学院
杭州电子科技大学信息工程学院，简称杭电信工，是位于中国大陆浙江省杭州市的一所国有控股的民办体制独立学院，由杭州电子科技大学、杭州电子科技大学资产经营有限公司、浙江青山湖科研创新基地投资有限公司（临安区级国企）合作举办。

## 历史
1999年，经浙江省人民政府批准，由杭州电子科技大学、浙江青山湖科研创新基地投资有限公司、杭州文一教育发展有限公司合作举办，2004年由教育部确认的独立学院。2016年9月迁入临安青山湖。现有全日制在校本科生8400多人。
2021年6月8日，杭州电子科技大学发布公告，宣布杭州电子科技大学信息工程学院不与高职院校进行合并转设，办学性质不改变为职业教育本科。